# Одоевские Горы
Одоевские Горы — посёлок в Спасском районе Рязанской области. Входит в состав Ижевского сельского поселения.

## География
Находится у реки Ушна.

## История
В 2001 г. Постановлением правительства РФ посёлок Одоевской Фермы переименован в Одоевские Горы.

## Население
| 2010 |
| ---- |
| 11   |

## Инфраструктура
Личное подсобное хозяйство.
Основа экономики — сельское хозяйство.

## Транспорт
Просёлочная дорога.